# Øbro Fri Skole
Øbro Fri Skole er en lille privatskole liggende på Øster Farimagsgade, Indre Østerbro. Skolen har ca. 185 elever fordelt på ti klasser fra  0. til 9. klasse. Skolen driver også en SFO med ca. 75 elever.

## Skolens historie
Øbro Fri Skole blev på et forældreinitiativ oprettet i 1974 og fik lokaler på Blegdamsvej 31. Skolen hed dengang Københavns Real- og Friskole. I 1975 flyttede skolen med sine ca. 100 elever til 2. sal i Øster Farimagsgade 16 B og fik samtidig ny leder samt sit nuværende navn.
I 1980 blev Henrik Torp-Hansen, som var lærernes tillidsmand, valgt til skoleleder på en ekstraordinær generalforsamling. Han var leder her i 25 år. I 80erne og 90erne steg elevtallet, og skolen blev udvidet med 1. sal og stueetage.I dag huser skolen ca. 185 elever fra 0. til 9.klasse. Skolen har optag til 0.klasse i oktober.
Skolens nuværende leder er Christian Ramnæs.